# Bifrenaria calcarata
Bifrenaria calcarata Barb.Rodr. (1882), es una especie de orquídea epifita originaria de Brasil.

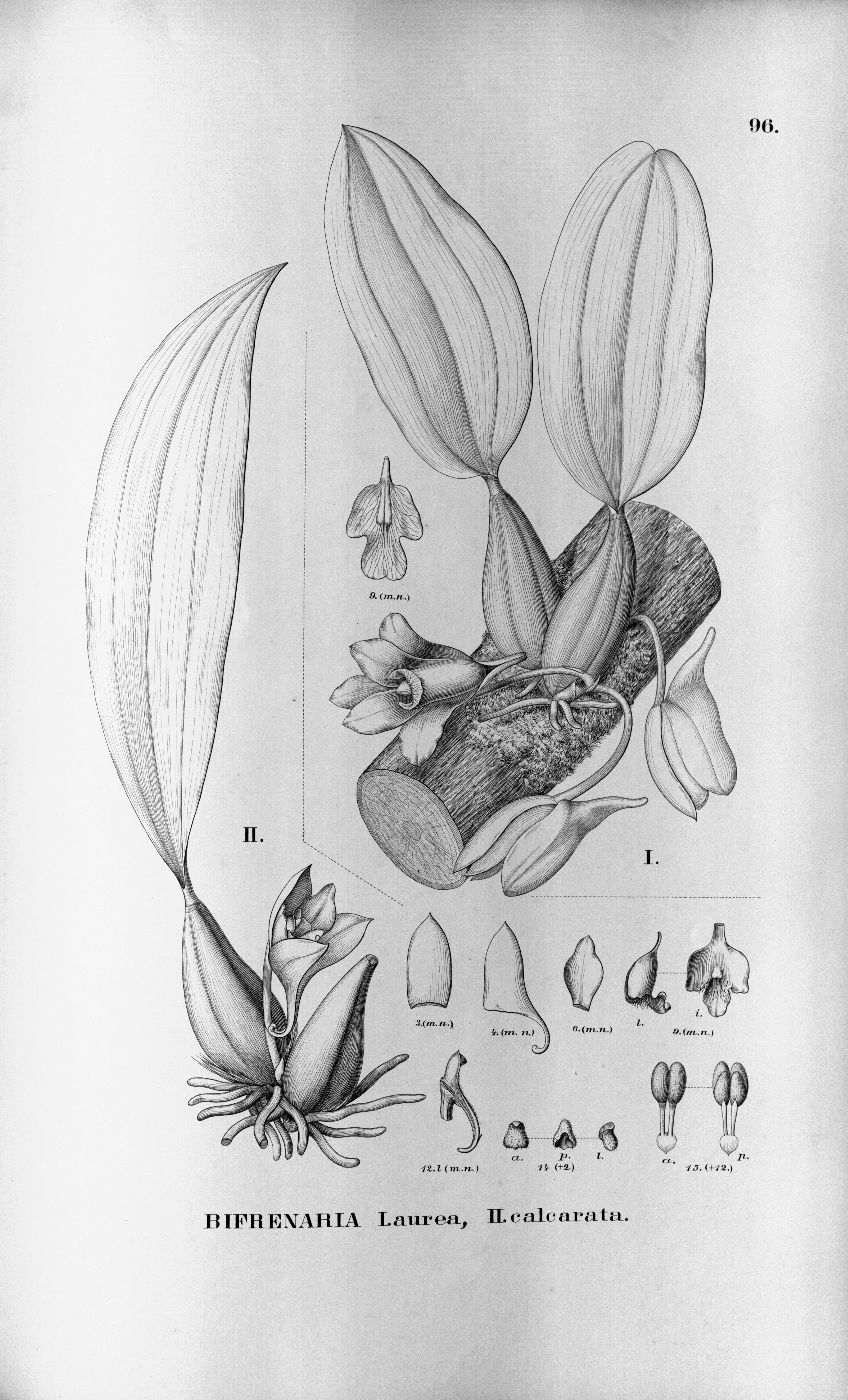
Ilustración

## Características
Es una especie herbácea de pequeño y mediano tamaño, que prefiere clima caliente a frío. Es epífita con pseudobulbos tetragonal-cónico con una sola hoja , erecta , ellipitica-alargada, acuminada que florece en una inflorescencia basal con pocas flores fragantes. La floración se produce en el final de la primavera y comienzos de verano.

## Distribución y hábitat
Se encuentra en Brasil en los estados de Bahía, Espíritu Santo, Río de Janeiro y São Paulo en los bosques lluviosos de montaña en alturas de 300 a 900 m s. n. m.

## Taxonomía
Bifrenaria calcarata fue descrito por João Barbosa Rodrigues y publicado en Genera et Species Orchidearum Novarum 2: 213. 1881.
Etimología
Bifrenaria: nombre genérico que deriva de las palabras griegas: bi (dos); frenum freno o tira. Aludiendo a los dos tallos parecidos a tiras, estipes que unen los polinios y el viscídium. Esta característica las distingue del género Maxillaria.

calcarata: epíteto latino que significa "con espolón".
Sinonimia
- Bifrenaria barbosae V.P. Castro (1998)[1][4][5]